# 豊川駅 (愛知県)

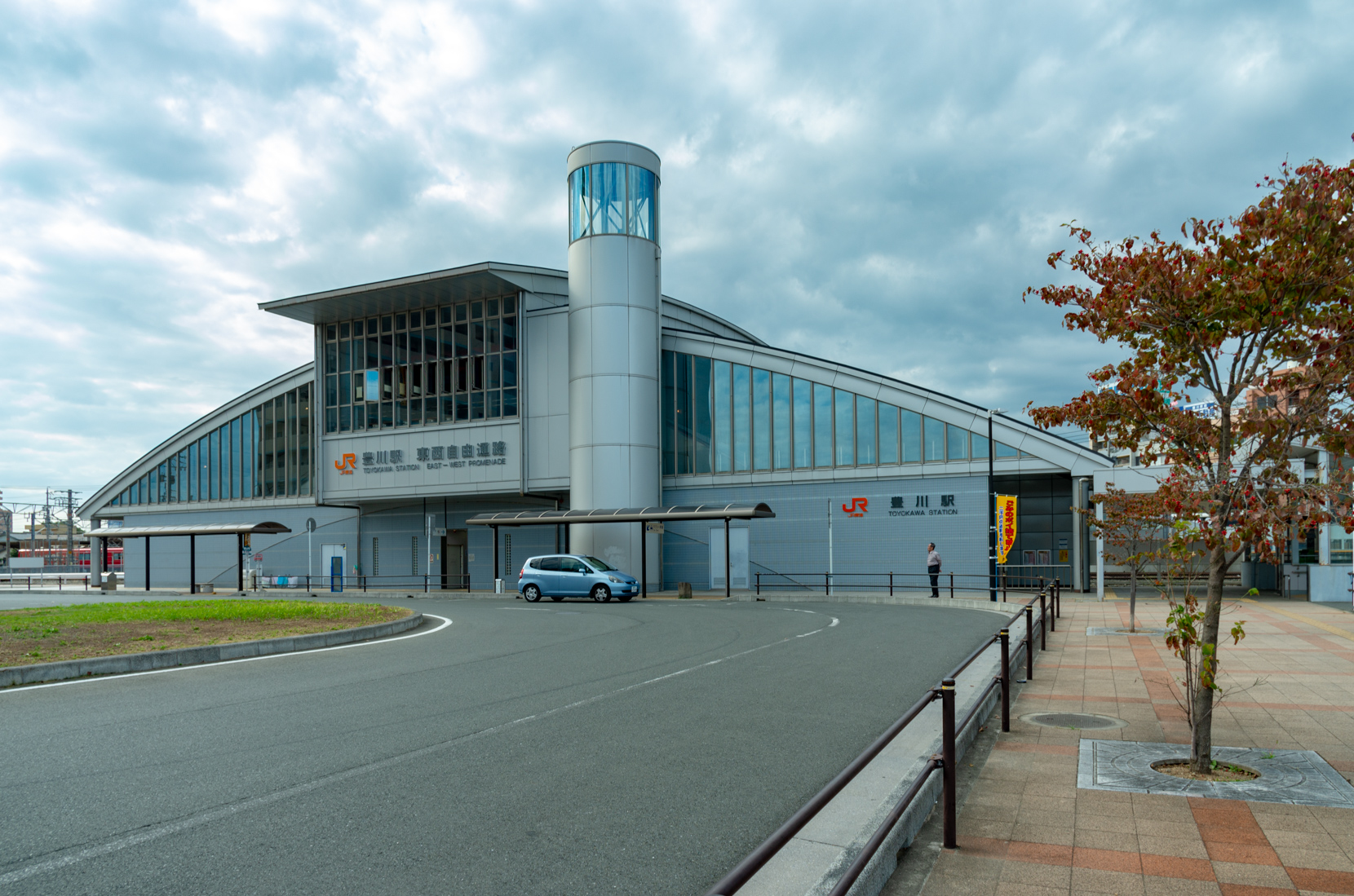
東口（2013年10月）

豊川駅（とよかわえき）は、愛知県豊川市豊川町仁保通にある、東海旅客鉄道（JR東海）・日本貨物鉄道（JR貨物）飯田線の駅である。駅番号はCD05。名古屋鉄道（名鉄）豊川稲荷駅と隣接している。

## 概要
豊橋駅（愛知県）から飯田駅（長野県）を経て辰野駅（同）までを結ぶ鉄道路線・飯田線の中間駅（途中駅）である。飯田線全線を保有する事業者（これを第一種鉄道事業者と言う）であるJR東海と、同線豊橋・豊川間等で施設を借り受けて貨物列車を運営する事業者（第二種鉄道事業者と言う）であるJR貨物の2社が駅を運営している。
開業は1897年（明治30年）のことで、当初は私鉄・豊川鉄道の運営であった。1943年（昭和18年）に国有化され国有鉄道の駅となるが、1987年（昭和62年）の国鉄分割民営化によって旅客営業はJR東海、貨物営業はJR貨物が担当する現在の形態へと移行した。
駅は、豊川稲荷の門前町として発展した豊川市の中心市街地に位置し、年間100万人・1日当たり3,000人を超える乗車客数（乗降客換算で6,000人超）がある。飯田線唯一の優等列車である特急「伊那路」の停車駅の一つである他、豊橋との間を結ぶ区間列車（普通列車）の終端でもある。また、隣接して名古屋鉄道（名鉄）豊川線の豊川稲荷駅が設置されており、市内で唯一名古屋鉄道とJRの相互乗り換えが可能である。

## 歴史
当駅を開設した豊川鉄道は、豊橋を起点に豊川、新城を経て大海（現・新城市）とを結ぶ路線を運営していた私鉄である。当駅は、このうち豊橋 - 当駅間が開通した1897年（明治30年）7月に開業した。開業当初は路線の終着駅であったが、一週間後に次の一ノ宮駅（現・三河一宮駅）まで路線が延伸したため、終着駅ではなくなっている。このように短期間だけ終着駅となっていたのは、工事が竣工した区間から順次営業を開始させて行ったためである。
開業から40年を経た戦時中の1943年（昭和18年）8月、豊川鉄道は国に買収（国有化）され、「飯田線」として国鉄の路線図に組込まれた。これに合わせて、当駅も国有化された。また、国有化前年に当たる1942年（昭和17年）5月、新設された軍需工場（豊川海軍工廠）へのアクセス路線として西豊川駅への支線（通称西豊川支線）が開通し、同様に国有化されたが、後述の通りこの路線は戦後の1956年（昭和31年）9月に国鉄路線としては廃止されている。
1954年（昭和29年）12月、当駅の隣に名古屋鉄道（名鉄）の新豊川駅（1955年以降は豊川稲荷駅）が開設され、同社豊川線との乗換駅となった。同駅開設以前は、当駅から2駅南の飯田線小坂井駅に名鉄小坂井支線が接続し、正月期間中に豊川稲荷への参拝客輸送を目的とする臨時列車がこの路線を介して名古屋方面から当駅まで乗入れていた。新名古屋駅（現・名鉄名古屋駅）構内にかつて存在した連絡線を使用して、名鉄のみならず近畿日本鉄道（近鉄）からも参拝客の団体専用列車が乗入れていた時期もある。小坂井支線開通は、豊川鉄道時代の1926年（大正15年）4月で、当初から豊川駅乗入列車が存在していた。
1984年（昭和59年）から翌1985年（昭和60年）にかけて、貨物・荷物扱いが相次いで廃止された。貨物については、開業以来扱い続けていたものである。1970年代以降飯田線南部では当駅を含む数ヶ所の駅を除いて貨物及び荷物扱いが廃止されてそれらの駅へと集約されていたが、これに伴い南部では全面廃止されることとなった。しかし貨物取扱については廃止3年後の民営化前日、条件付ながら再開されている。
1987年（昭和62年）4月、国鉄の分割・民営化が実施され、旅客営業はJR東海へ、前日付で復活した貨物営業はJR貨物へと継承された。これ以降運営体制については大きな変化は無く現在に至っている。

### 年表
- 1897年（明治30年）
  - 7月15日：豊川鉄道の駅として、同鉄道線豊橋  - 当駅間開通時に開設[4][5]。旅客・貨物取扱を行う一般駅であった[5]。
  - 7月22日：豊川鉄道線が一ノ宮駅（現・三河一宮駅）まで開業[4]、終着駅から途中駅に。
- 1931年（昭和6年）12月：鉄筋コンクリート3階建ての駅舎に改築[6]。
- 1942年（昭和17年）5月12日：西豊川駅までの支線が開通[7]。
- 1943年（昭和18年）8月1日：豊川鉄道線の国有化により、鉄道省（後の日本国有鉄道）飯田線の駅となる[4][5]。
- 1954年（昭和29年）12月25日：隣接して名鉄新豊川駅（現・豊川稲荷駅）が開業。
- 1956年（昭和31年）9月15日：西豊川駅への支線が廃止[7]。
- 1984年（昭和59年）
  - 1月16日：貨物取扱を、専用線発着車扱貨物のみに縮小[5]。
  - 1月21日：貨物取扱全廃[5]。
- 1985年（昭和59年）3月14日：荷物扱い廃止[5]。
- 1987年（昭和62年）
  - 3月31日：貨物取扱を、臨時の専用線発着車扱貨物に限って再開[5]。
  - 4月1日：国鉄分割民営化に伴い、東海旅客鉄道（JR東海）・日本貨物鉄道（JR貨物）の駅となる[5]。
- 1995年（平成7年）6月4日：仮駅舎完成。同月11日には、2代目駅舎の「お別れ式典」を開催した[8]。
- 1996年（平成8年）12月17日：橋上駅舎と自由通路が完成[9][10]。
- 2010年（平成22年）3月13日：豊橋駅方面においてICカード「TOICA」が利用可能となる[11]。
- 2018年（平成30年）3月：駅ナンバリング導入、使用開始。当駅には「CD05」が与えられた[12]。
- 2025年（令和7年）3月15日：本長篠駅方面においてICカード「TOICA」が利用可能となる[13]。

## 駅構造

### ホーム・配線
単式ホーム1面1線と島式ホーム1面2線、計2面3線を有する地上駅である。複線と単線の境界であり、豊橋方面は複線、中部天竜・飯田方面は単線である。
ホーム番線は西側から順に1・2・3番線であり、1番線を下り列車、2番線を上り列車が使用し、3番線は双方に対応する。

#### のりば
| 番線 | 路線      | 方向 | 行先     | 備考                     |
| ---- | --------- | ---- | -------- | ------------------------ |
| 1    | CD 飯田線 | 下り | 飯田方面 |                          |
| 2    | CD 飯田線 | 上り | 豊橋方面 |                          |
| 3    | CD 飯田線 | 上り | 豊橋方面 | 主に豊川始発の列車が使用 |

（出典：JR東海:駅構内図）
3番線東側に並行して2本ホームに接さない線路も敷設されている。
2代目駅舎が使用されていた頃は、ホームに隣接の単式ホーム1面と島式ホーム1面に加えてさらにもう1面島式ホームがあり、1 - 5番線までのホーム番線が存在した（4・5番ホームは末期は貨物積み降ろし用として使用されていた）。また、各ホームは地下道で繋がっていた。

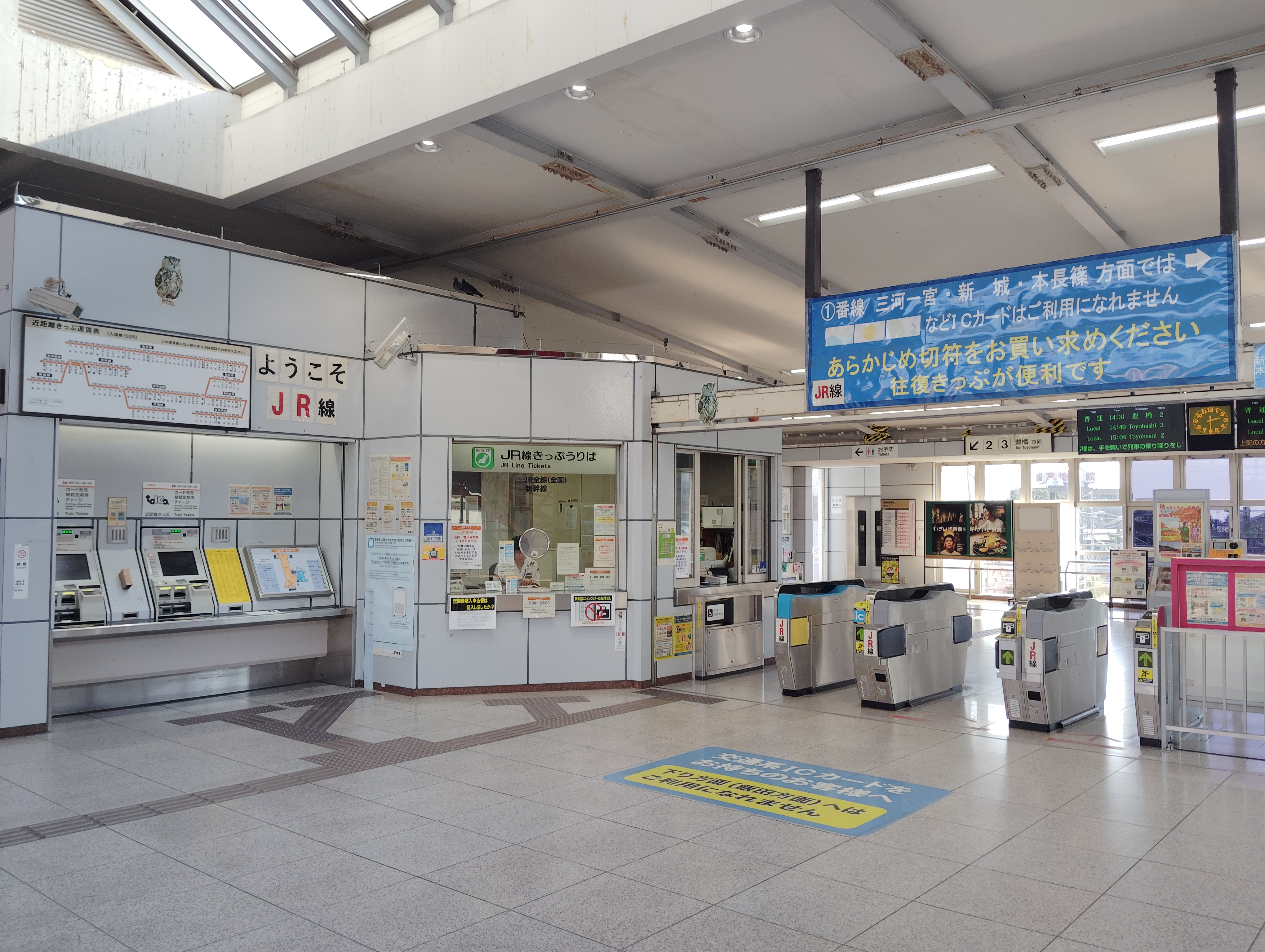
改札口（2024年10月）
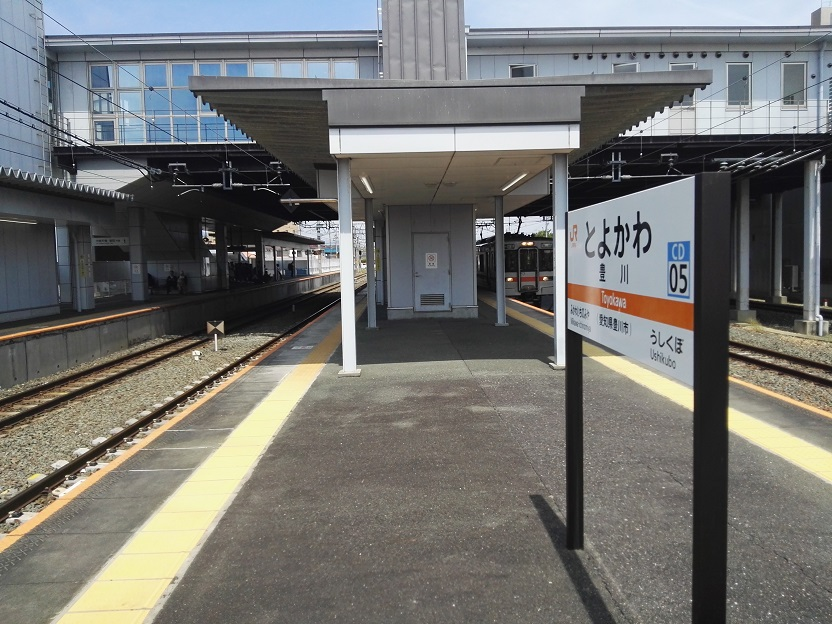
ホーム（2019年5月）
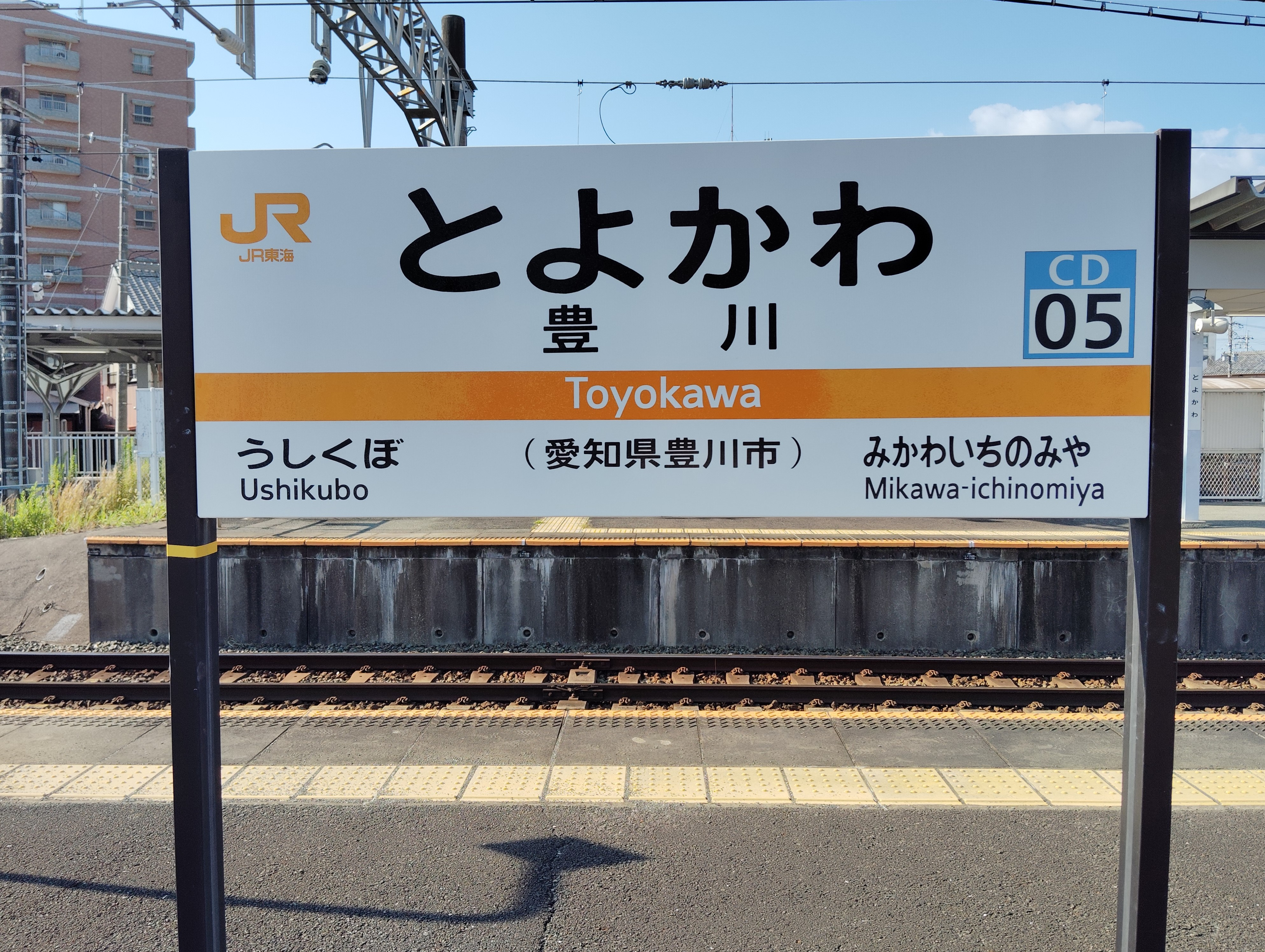
駅名標（2024年10月）

### 駅舎・設備
駅舎は、1996年（平成8年）に建設された東西自由通路を併設する橋上駅舎が使用されている。改札口等の施設はホーム上階部分にあり、西口・東口を結ぶ東西自由通路に面する。駅舎内部には自動券売機・JR全線きっぷうりばがある。以前は改札横のスペースに、JRグループが運営している売店キヨスクがあったものの、2018年頃に姿を消した。現在は、キオスクのロゴが描かれたホットフード自動販売機が設置されている。ほか、改札には自動改札機が導入されている。エレベーターは改札口と1番線ホームまたは2・3番線ホームを結ぶものが1基ずつ、東口・西口で地上と橋上を結ぶものが1基ずつで合計4基あり、エスカレーターは東口・西口に1基ずつ計2基設置されている。
現駅舎は3代目に当たる。JR東海によれば駅舎コンセプトは「橋」であり、豊川稲荷や商店街のある駅西側と、東口が新設された駅東側を結ぶ「懸け橋」となることからかつて豊川に架橋されていた旧当古橋のアーチをイメージしたデザインであると言う。
2代目駅舎は現在の西口側（1番線ホーム側）にあった鉄筋コンクリート3階建ての地上駅舎で、豊川鉄道時代の1931年（昭和6年）に建設された。豊川鉄道時代には集客事業の一環として1階には駅業務部分のほか売店・食堂、2階には日本全国の特産物を販売する物産館、3階には演劇・落語・漫才等の上演や映画の上映が可能な劇場が入っていた。2階物産館は国有化で閉鎖され飯田線関連の事務所に転用されたが、3階は1966年（昭和41年）まで映画館（豊川映画会館）として存続した。
営業面では、豊川駅は有人駅で、駅長のいる駅長配置駅である。管理駅でもあり、豊川市・新城市・北設楽郡東栄町に位置するJR東海の各駅（飯田線船町駅・東栄駅間各駅及び東海道本線愛知御津駅・西小坂井駅の計26駅）を管理する。

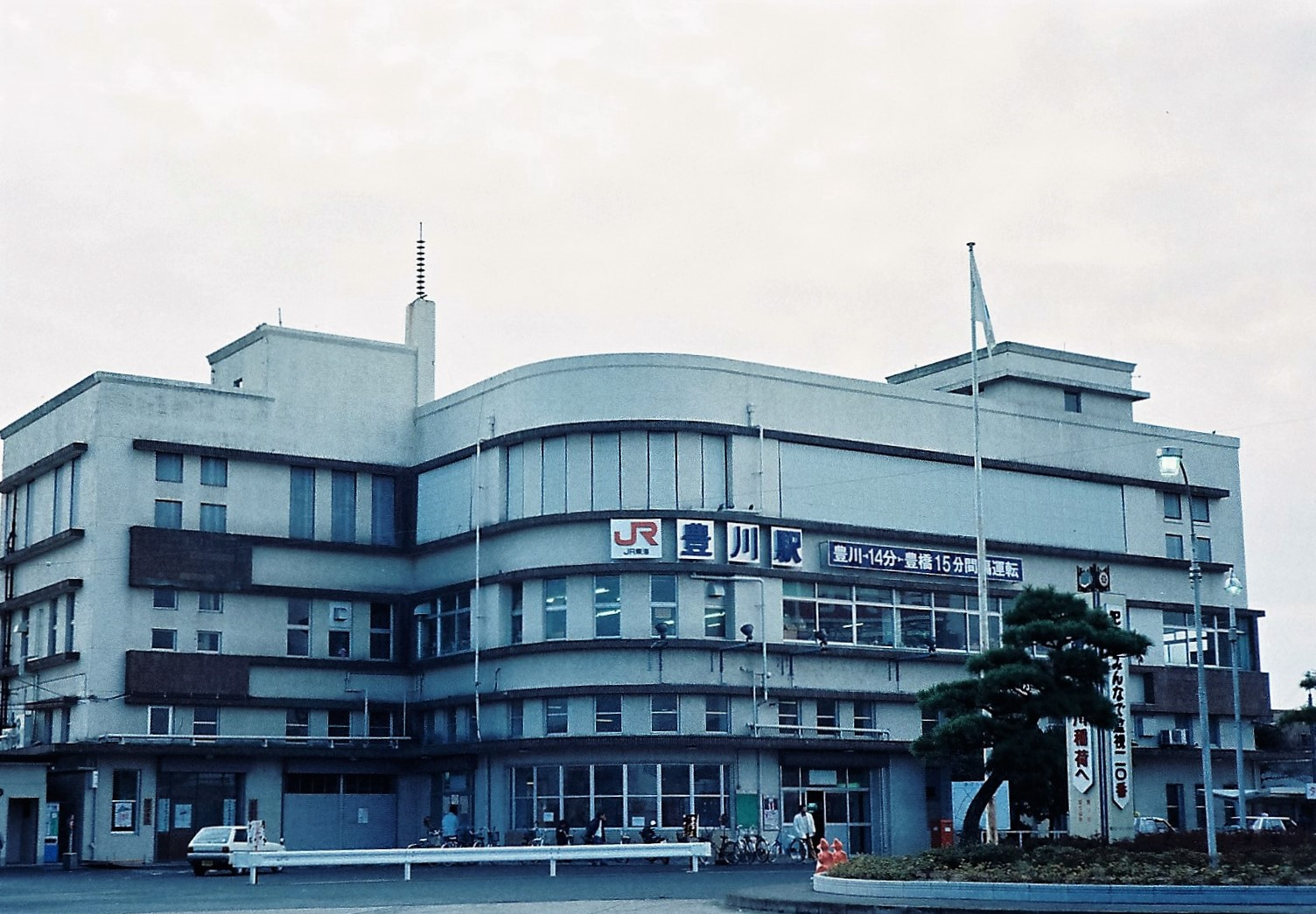
2代目駅舎（1989年12月）

### 貨物取扱・専用線
JR貨物の駅は、専用線を発着する車扱貨物臨時取扱駅である。臨時列車設定はあるが、定期列車設定はされていない。
駅に接続する専用線として、駅西方にある日本車輌製造豊川製作所へ繋がる専用線がある。工場との間で搬出入される鉄道車両が輸送され、駅からは車両輸送列車が発着する。この専用線はかつて、豊川海軍工廠への物資・従業員輸送用に敷設された当駅 - 西豊川駅間を結ぶ飯田線支線（西豊川支線）であったが、1956年にこの支線は廃止されて、海軍工廠跡地に造られた国鉄浜松工場豊川分工場への引込線となり、同工場廃止後、1964年7月に日本車輌製造に譲渡されたため同社専用線へと移行している。

### 配線図
|            | ↑ 国府方面 ↑日本車輌製造豊川製作所 （旧・西豊川支線） |            |
| ← 豊橋方面 | 豊川駅・豊川稲荷駅 構内配線略図                       | → 新城方面 |
| 凡例 出典: |                                                       |            |

## 利用状況

### 旅客
2017年度の乗車人員（降車客含まず）は合計120万2870人で、1日当たりでは3,296人であり、飯田線の単独駅としては最も利用客数が多い。乗降客数は1日当たり約6,400人と換算される。
1950年度 - 2017年度の1日平均の乗車人員は、以下の通り。1950年度の時点では1日平均4,380人であったがその後徐々に増加し、1966年度にはその1.6倍の7,112人となった。だが1日平均7,000人を上回ったのは同年度のみで、以降減少して20年後の1987年度には3,000人を割込んで1日平均2,892人となった。次年度から再び増加に転じたため、2008年度に至るまで1日平均3,000人台を保っていた。その後、3,000人前後で推移している。
| 1日平均の乗車人員の推移 | 1日平均の乗車人員の推移 | 1日平均の乗車人員の推移 |
| 年度                    | 乗車人員                | 出典                    |
| ----------------------- | ----------------------- | ----------------------- |
| 1950年度                | 4,380人                 | [ 25 ]                  |
| 1951年度                | 5,194人                 | [ 26 ]                  |
| 1952年度                | 5,180人                 | [ 27 ]                  |
| 1953年度                | 5,364人                 | [ 28 ]                  |
| 1954年度                | 4,805人                 | [ 29 ]                  |
| 1955年度                | 4,267人                 | [ 30 ]                  |
| 1956年度                | 4,542人                 | [ 31 ]                  |
| 1957年度                | 4,867人                 | [ 32 ]                  |
| 1958年度                | 5,127人                 | [ 33 ]                  |
| 1959年度                | 5,259人                 | [ 34 ]                  |
| 1960年度                | 5,422人                 | [ 35 ]                  |
| 1961年度                | 5,316人                 | [ 36 ]                  |
| 1962年度                | 5,545人                 | [ 37 ]                  |
| 1963年度                | 5,843人                 | [ 38 ]                  |
| 1964年度                | 6,642人                 | [ 39 ]                  |
| 1965年度                | 6,975人                 | [ 40 ]                  |
| 1966年度                | 7,112人                 | [ 41 ]                  |
| 1967年度                | 6,926人                 | [ 42 ]                  |
| 1968年度                | 6,597人                 | [ 43 ]                  |
| 1969年度                | 5,983人                 | [ 44 ]                  |
| 1970年度                | 5,893人                 | [ 45 ]                  |
| 1971年度                | 5,794人                 | [ 46 ]                  |
| 1972年度                | 5,454人                 | [ 47 ]                  |
| 1973年度                | 5,213人                 | [ 48 ]                  |
| 1974年度                | 5,251人                 | [ 49 ]                  |
| 1975年度                | 4,870人                 | [ 50 ]                  |
| 1976年度                | 4,840人                 | [ 51 ]                  |
| 1977年度                | 4,621人                 | [ 52 ]                  |
| 1978年度                | 4,336人                 | [ 53 ]                  |
| 1979年度                | 3,914人                 | [ 54 ]                  |
| 1980年度                | 3,876人                 | [ 55 ]                  |
| 1981年度                | 3,736人                 | [ 56 ]                  |
| 1982年度                | 3,543人                 | [ 57 ]                  |
| 1983年度                | 3,341人                 | [ 58 ]                  |
| 1984年度                | 3,234人                 | [ 59 ]                  |
| 1985年度                | 3,149人                 | [ 60 ]                  |
| 1986年度                | 3,013人                 | [ 61 ]                  |
| 1987年度                | 2,892人                 | [ 62 ]                  |
| 1988年度                | 3,014人                 | [ 63 ]                  |
| 1989年度                | 3,129人                 | [ 64 ]                  |
| 1990年度                | 3,383人                 | [ 65 ]                  |
| 1991年度                | 3,642人                 | [ 66 ]                  |
| 1992年度                | 3,657人                 | [ 67 ]                  |
| 1993年度                | 3,717人                 | [ 68 ]                  |
| 1994年度                | 3,601人                 | [ 69 ]                  |
| 1995年度                | 3,522人                 | [ 70 ]                  |
| 1996年度                | 3,481人                 | [ 71 ]                  |
| 1997年度                | 3,438人                 | [ 72 ] [ 73 ]           |
| 1998年度                | 3,447人                 | [ 74 ] [ 73 ]           |
| 1999年度                | 3,332人                 | [ 75 ] [ 73 ]           |
| 2000年度                | 3,297人                 | [ 73 ]                  |
| 2001年度                | 3,281人                 | [ 73 ]                  |
| 2002年度                | 3,237人                 | [ 76 ]                  |
| 2003年度                | 3,232人                 | [ 76 ]                  |
| 2004年度                | 3,188人                 | [ 76 ]                  |
| 2005年度                | 3,112人                 | [ 76 ]                  |
| 2006年度                | 3,093人                 | [ 76 ]                  |
| 2007年度                | 3,104人                 | [ 76 ]                  |
| 2008年度                | 3,115人                 | [ 77 ]                  |
| 2009年度                | 2,999人                 | [ 77 ]                  |
| 2010年度                | 3,062人                 | [ 77 ]                  |
| 2011年度                | 3,091人                 | [ 78 ]                  |
| 2012年度                | 3,096人                 | [ 78 ]                  |
| 2013年度                | 3,272人                 | [ 79 ]                  |
| 2014年度                | 3,087人                 | [ 79 ]                  |
| 2015年度                | 3,199人                 | [ 79 ]                  |
| 2016年度                | 3,172人                 | [ 80 ]                  |
| 2017年度                | 3,296人                 | [ 80 ]                  |

### 貨物
1950年度から、取扱が一時廃止された1983年度までの貨物取扱量（発送・到着トン数）は以下の通り。なお、1987年の再開以降の数値は明らかで無い。
| 貨物取扱量の推移            | 貨物取扱量の推移 | 貨物取扱量の推移 |
| 年度                        | 発送             | 到着             |
| --------------------------- | ---------------- | ---------------- |
| 1950年度                    | 21,891t          | 13,101t          |
| 1951年度                    | 32,059t          | 19,189t          |
| 1952年度                    | 33,505t          | 22,186t          |
| 1953年度                    | 31,487t          | 23,121t          |
| 1954年度                    | 30,285t          | 29,181t          |
| 1955年度                    | 23,416t          | 19,628t          |
| 1956年度                    | 65,192t          | 23,425t          |
| 1957年度                    | 43,489t          | 29,734t          |
| 1958年度                    | 31,281t          | 33,424t          |
| 1959年度                    | 36,476t          | 35,753t          |
| 1960年度                    | 38,280t          | 36,971t          |
| 1961年度                    | 47,011t          | 38,572t          |
| 1962年度                    | 38,775t          | 35,335t          |
| 1963年度                    | 23,292t          | 33,468t          |
| 1964年度                    | 33,203t          | 42,456t          |
| 1965年度                    | 29,801t          | 34,526t          |
| 1966年度                    | 34,093t          | 37,227t          |
| 1967年度                    | 39,716t          | 47,213t          |
| 1968年度                    | 46,983t          | 47,233t          |
| 1969年度                    | 40,908t          | 32,651t          |
| 1970年度                    | 41,778t          | 34,729t          |
| 1971年度                    | 43,761t          | 33,837t          |
| 1972年度                    | 80,983t          | 37,158t          |
| 1973年度                    | 64,078t          | 44,845t          |
| 1974年度                    | 54,700t          | 37,228t          |
| 1975年度                    | 41,712t          | 28,064t          |
| 1976年度                    | 32,890t          | 29,059t          |
| 1977年度                    | 30,396t          | 26,142t          |
| 1978年度                    | 36,896t          | 26,847t          |
| 1979年度                    | 41,367t          | 31,016t          |
| 1980年度                    | 40,013t          | 22,549t          |
| 1981年度                    | 42,466t          | 18,858t          |
| 1982年度                    | 49,312t          | 13,435t          |
| 1983年度                    | 31,215t          | 9,502t           |
| ※出典は乗車人員推移に同じ。 |                  |                  |

### 荷物
1974年度から、取扱が廃止された1984年度までの荷物取扱量（発送・到着個数）は以下の通り。
| 荷物取扱量の推移              | 荷物取扱量の推移 | 荷物取扱量の推移 |
| 年度                          | 発送             | 到着             |
| ----------------------------- | ---------------- | ---------------- |
| 1974年度                      | 56,231個         | 44,094個         |
| 1975年度                      | 52,077個         | 42,608個         |
| 1976年度                      | 39,818個         | 40,572個         |
| 1977年度                      | 34,562個         | 38,555個         |
| 1978年度                      | 29,728個         | 34,953個         |
| 1979年度                      | 25,346個         | 33,418個         |
| 1980年度                      | 19,527個         | 29,919個         |
| 1981年度                      | 14,103個         | 24,459個         |
| 1982年度                      | 9,549個          | 20,571個         |
| 1983年度                      | 6,418個          | 16,946個         |
| 1984年度                      | 5,230個          | 14,952個         |
| ※出典は乗車人員の推移に同じ。 |                  |                  |

## 停車列車
優等列車に関しては、豊橋駅と飯田駅を結ぶ特急「伊那路」が1996年（平成8年）3月の運行開始時から停車している。
普通列車は、豊橋駅行きの上り列車が1時間あたり概ね3・4本（朝ラッシュ時は最大6本）、新城駅・本長篠駅やそれ以北へと向かう下り列車が1時間あたり概ね1・2本設定されている。豊橋～豊川間を結ぶ区間列車があるためここから豊橋までは本数が増える。また、上り方向に1日2本ある快速列車も停車する。

## 駅周辺

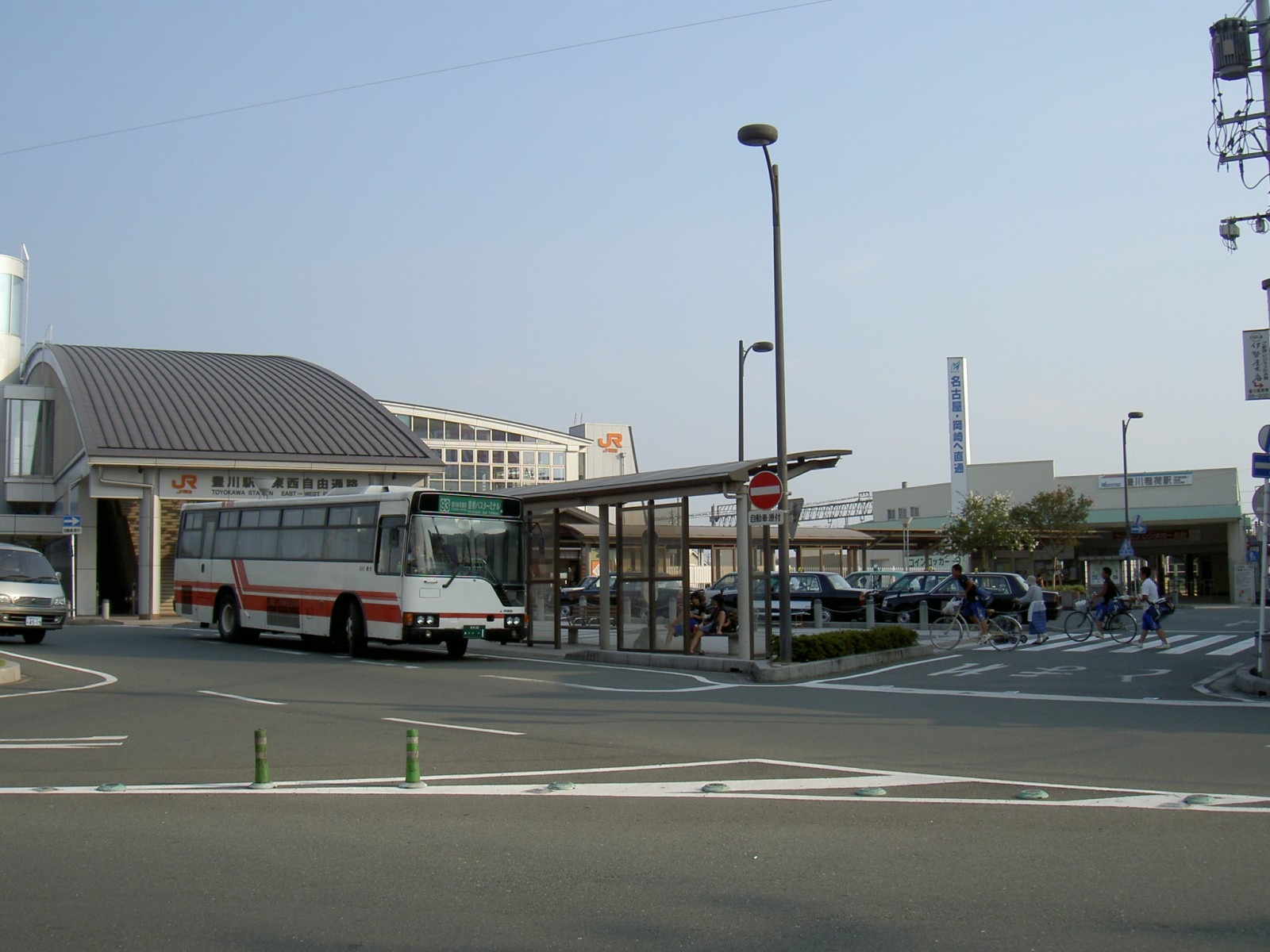
豊川駅西口と豊川稲荷駅（右）（2005年9月）

JR飯田線豊川駅、名鉄豊川線豊川稲荷駅を中心とする地区であり、戦前は、豊川稲荷門前町の旧豊川町の中心として栄え、現在でも門前町の雰囲気を色濃く残し、歴史ある街なみを形成する中心拠点となっている。しかし、以前は年間600万人を数えた観光客数も半減するまでに減少しているため、かつての賑わいを取り戻すべく活性化に向けた取組みが始まっている。
橋上駅舎建設に伴い東口が設けられ、東口周辺では区画整理が行なわれており、豊川稲荷の門前町である駅西地区と合わせて「豊川市の顔」として、駅前広場及び幹線道路・補助幹線道路等の整備を含む市街地体系再編成を行い、新たな商業・業務機能を集積すると共に、ゆとりある生活環境空間を創出することを目指している。。

### 西口
- 豊川市観光協会
- 豊川稲荷
- 稲荷公園
- 豊川高等学校
- 豊川市立豊川小学校
- 豊川市立東部中学校
- イオン豊川店
- 陸上自衛隊豊川駐屯地
- クラウンヒルズ豊川
- 豊川進雄神社
- 愛知県道31号東三河環状線（駅前通）
- 愛知県道5号国府馬場線（中央通）

### 東口
- 豊川商工会議所
- 市営豊川駅東駐車場
- 三明寺
- 三明公園
- ウエルシア豊川駅東口店
- インターネットカフェ 亜熱帯 豊川駅東口店
- カラオケJOYJOY 豊川駅東口店
- ドラッグストアコスモス豊川駅東店
- 東名高速道路豊川IC
- 国道151号

## バス路線
豊鉄バス（又は同社との共同運行）と豊川市コミュニティバスが発着する。
西口「豊川駅前」バス停
- 豊鉄バス
  - 豊川線（1番のりば）
  - 新豊線（豊橋方面は1番のりば、新城方面は2番のりば）
  - 新宿・豊橋エクスプレス ほの国号 （関東バスと共同運行）

- 豊川市コミュニティバス
  - 豊川国府線
  - 千両三上線
  - 一宮線

東口「豊川駅東口」バス停
東口のバス停は、中部国際空港行特急バス（2010年4月から運休）の運行開始に合わせて2008年4月1日に設置された。
- 豊鉄バス ほの国号（京都行）
- 豊川市コミュニティバス 千両三上線

## 隣の駅
東海旅客鉄道（JR東海）
CD 飯田線
- 特急「伊那路」停車駅

■快速（上りのみ運転）・■普通
牛久保駅 (CD04) - 豊川駅 (CD05) - 三河一宮駅

### かつて存在した路線
日本国有鉄道
飯田線（西豊川支線）
豊川駅 - 西豊川駅